# Every Body Tells a Story
Albums de Brigitte Nielsen
I'm the One... Nobody Else
Singles
- Strange Love
- Every Body Tells A Story
- Maybemodifier

Every Body Tells A Story, sorti en 1987, est le premier album de Brigitte Nielsen. Les trois singles It's A Strange Love, Every Body Tells A Story et Maybe ont figuré dans le top 30 en Italie.

## Liste des morceaux
1. It's A Strange Love (3:48)
2. Stalking Your Heart (4:09)
3. Every Body Tells A Story (3:53)
4. The Persuader (3:25)
5. Maybe (4:21)
6. Shock Me (3:12)
7. With You (3:34)
8. My Obsession (3:23)
9. Keep It Moving (3:34)
10. Another Restless Night (4:28)